# Friedrich von Oppeln-Bronikowski

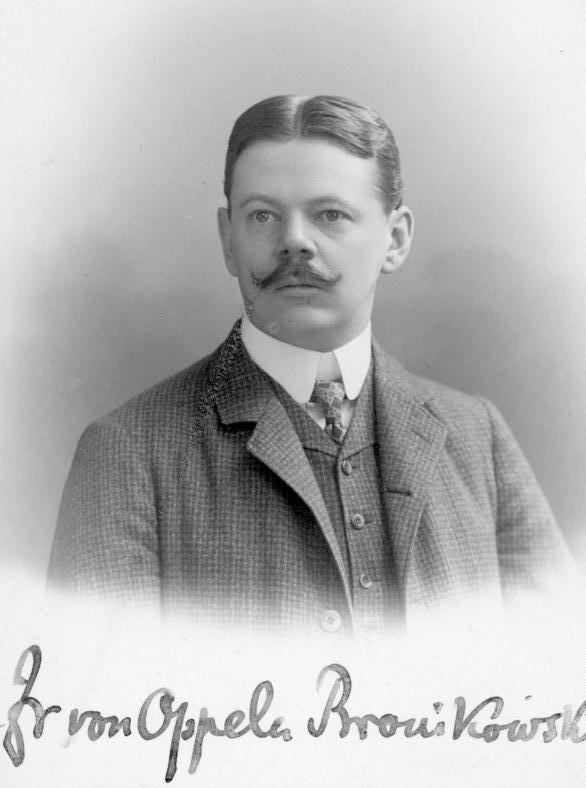
Friedrich von Oppeln-Bronikowski im Jahr 1900

Friedrich von Oppeln-Bronikowski (* 7. April 1873 in Kassel; † 9. Oktober 1936 in Berlin) war ein deutscher Schriftsteller, Übersetzer, Herausgeber und Kulturhistoriker. Sein Grab befindet sich auf dem Südwestkirchhof Stahnsdorf nahe Berlin.

## Werdegang
Friedrich von Oppeln-Bronikowski stammte aus einer preußischen Offiziersfamilie. Sein Vater war der preußische Generalleutnant Hermann von Oppeln-Bronikowski (1826–1904). Seine Schwester Frieda war ebenfalls Schriftstellerin.
Friedrich begann zunächst eine militärische Ausbildung. Nach dem Besuch der Kadettenschule diente er in einem Husarenregiment. Bei einem Reitunfall erlitt er schwere bleibende Verletzungen und seine aussichtsreiche militärische Laufbahn wurde dadurch zunächst beendet. Er orientierte sich daraufhin anderweitig und studierte von 1896 bis 1899 Philosophie, Romanistik und Archäologie in Berlin. 1914 wurde er zu Beginn des Ersten Weltkrieges zum Militär einberufen und diente im Generalstab. Von 1920 bis 1923 war er im Auswärtigen Amt tätig.

## Schriftstellerdasein

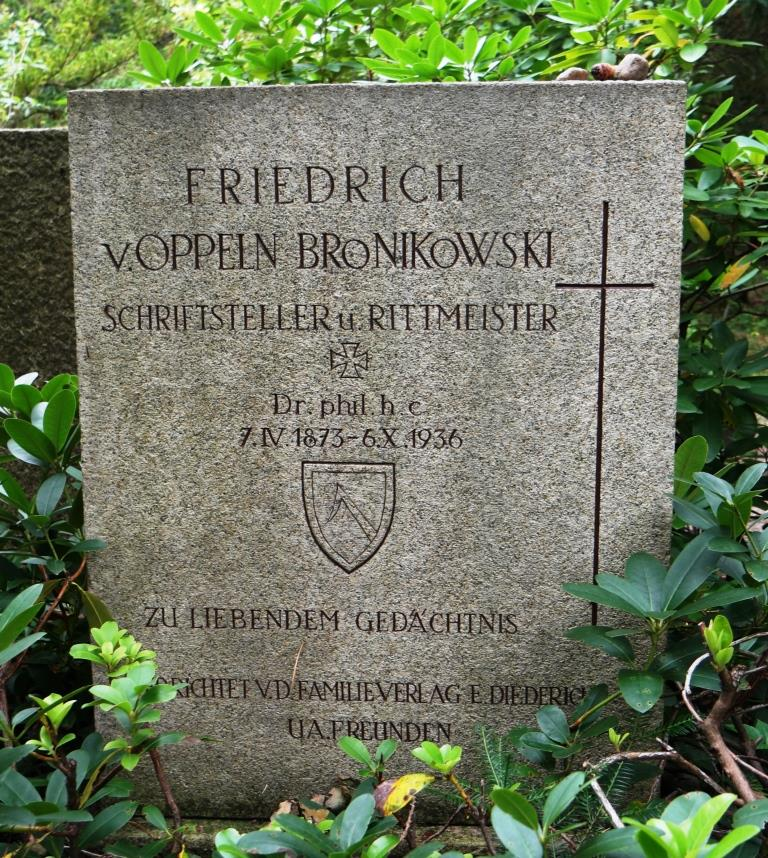
Grab von Friedrich von Oppeln-Bronikowski auf dem Südwestkirchhof in Stahnsdorf

Nach seinem Studium lebte er als freier Schriftsteller in Italien und anschließend in der Schweiz. 1905 kehrte er nach Berlin zurück und veröffentlichte zahlreiche Novellen, Kurzgeschichten und Romane. Mit seiner Themenwahl – Szenen des Militärlebens und der preußischen Geschichte – bediente er den Zeitgeschmack; er verfasste aber auch biographische und kulturgeschichtliche Essays.

### Übersetzungen
Friedrich von Oppeln-Bronikowski übersetzte eine große Auswahl französischer und belgischer Literatur, unter anderem von Anatole France, Honoré de Balzac, Charles De Coster, Stendhal und Guy de Maupassant. Er war Herausgeber der Werke Maurice Maeterlincks und beteiligte sich an Übersetzungen der in französischer Sprache verfassten Werke des Königs Friedrich II. (Preußen). Aus dem Italienischen übersetzte er Niccolò Machiavellis Der Fürst und Politische Betrachtungen über die alte und die italienische Geschichte.

### Schriften gegen den Antisemitismus
In seinem Spätwerk setzte sich Friedrich von Oppeln-Bronikowski mit dem Antisemitismus in Deutschland auseinander. Er setzte sich insbesondere mit den Schriften Antisemitismus? Eine unparteiische Prüfung 1920 und Gerechtigkeit! Zur Lösung der Judenfrage 1932 für einen vorurteilsfreien Umgang mit dem Judentum in Deutschland ein. Beide Schriften wurden von der Gestapo beschlagnahmt.

## Familie
1896 heirateten Friedrich von Oppeln-Bronikowski und Freiin Frieda Caroline Henriette von Stein-Liebenstein (* 14. März 1860 in Grebenstein; † 24. Dezember 1932 in Berlin-Charlottenburg). Die Ehe blieb kinderlos. Seine Ehefrau war zuvor von Edgar von Brozowski (1855–1915), Sohn von Adolf von Brozowski, geschieden worden. 
Am 28. August 1924 heiratete Friedrich von Oppeln-Bronikowski die Heilgymnastin Ruth Lindberg (* 23. Dezember 1888 in Landskrona; † 30. Oktober 1985 in Wien).

## Werke
- Aus dem Sattel geplaudert und Anderes, 1898 OCLC 247521231 3. Auflage, Grethlein, Leipzig, 1908 OCLC 41393428
- (Mit  Ludwig Jacobowski) Die blaue Blume, eine Anthologie romantischer Lyrik, 1900 OCLC 855977300
- Auf Nietzsches Tod, 1900 OCLC 83197537
- Fesseln und Schranken, Hüpeden & Merzyn, Berlin und Leipzig und 1905 OCLC 252021990
- Der Rebell. 1908
- Zwischen Lachen und Weinen, Hecht, Berlin, 1912 OCLC 252021602
- Antisemitismus? Eine unparteiische Prüfung. 1920
- Schlüssel und Schwert. Ein Papstleben aus dem Cinquecento. 1929
- Archäologische Entdeckungen im XX. Jahrhundert. 1931
- Gerechtigkeit! Zur Lösung der Judenfrage. 1932
- Der große König als erster Diener seines Staates. 1934
- Der alte Dessauer. 1936
- Der Exot. Schneesturm, Itzehoe 2012 (Manuskript von 1929)[2]

Übersetzungen
- Georges Rodenbach: Das tote Brügge. Deutsch von Friedrich von Oppeln-Bronikowski. Julius Bard Verlag, Berlin 1903.
- Charles De Coster: Die Legende und die heldenhaften, fröhlichen und ruhmreichen Abenteuer von Ulenspiegel und Lamme Goedzak. Deutsch von Friedrich von Oppeln-Bronikowski. Diederichs Jena 1909, 2. Aufl. 1911; Düsseldorf/Köln 1966.
- Anatole France: Oliviers Prahlerei; Die beherzigte Lehre; Blaubarts sieben Frauen; Das Wunder des heiligen Nikolaus; Das Hemd des Glücks, in Thaïs, Blaubart, Crainquebille und andere Erzählungen. Hg. Manfred Naumann. Übers. Günther Steinig u. a. Dieterich Verlag, Leipzig 1971 u.ö. S. 247, 281, 335, 361, 393 jeweils: und ff. Sammlung Dieterich, 342 (zuerst Verlag Hans Carl, Nürnberg)
- Gustav Berthold Volz (Hrsg.): Die Werke Friedrichs des Großen. In deutscher Übersetzung. Zehn Bände. Übersetzer: Friedrich von Oppeln-Bronikowski, Willy Rath, Carl Werner von Jordans, Illustrator: Adolph von Menzel. Berlin 1913/1914
- Niccolò Machiavelli: Politische Betrachtungen über die alte und die italienische Geschichte